# Impeachment de Han Duck-soo
Em 27 de dezembro de 2024, o 48° primeiro-ministro e presidente interino da Coreia do Sul, Han Duck-soo, foi afastado do cargo após um impeachment, tornando-se o primeiro presidente interino a ser afastado por impeachment. O pedido de impeachment ocorreu 10 dias após o presidente Yoon Suk-yeol ter sido afastado por impeachment devido à breve imposição de lei marcial na Coreia do Sul no início de dezembro de 2024, o que levou Han, a assumir a presidência. 
O líder do Partido Democrático da Coreia, Park Chan-dae, oposição ao governo de Yoon e Han, anunciou em 24 de dezembro de 2024 que havia planos para apresentar uma proposta de impeachment. A decisão foi motivada pelo veto a diversas leis, incluindo uma que forneceria aconselhamento especial para Yoon e a primeira-dama da Coreia, Kim Keon-hee. 
O pedido de impeachment foi formalmente apresentado em 26 de dezembro, após Han ter vetado a nomeação de três juízes para a Corte Constitucional da Coreia, previamente aprovada pela Assembleia Nacional. Han sofreu impeachment após a decisão do presidente da Câmara, Woo Won-shik, de que ele poderia ser destituído por maioria simples, devido ao seu status como ministro de gabinete. A votação ocorreu em 27 de dezembro, com os membros do partido no poder, o Partido do Poder Popular (PPP), boicotando a sessão. Apesar do boicote, o impeachment foi aprovado com 192 votos. O vice-primeiro-ministro e ministro da Fazenda, Choi Sang-mok, assumiu as funções de presidente e primeiro-ministro interino enquanto aguardava a decisão do Tribunal Constitucional sobre a destituição de Han.
Em 24 de março de 2025, o Tribunal Constitucional votou pela anulação do impeachment de Han, reintegrando-o como presidente interino e primeiro-ministro. 

## Antecedentes

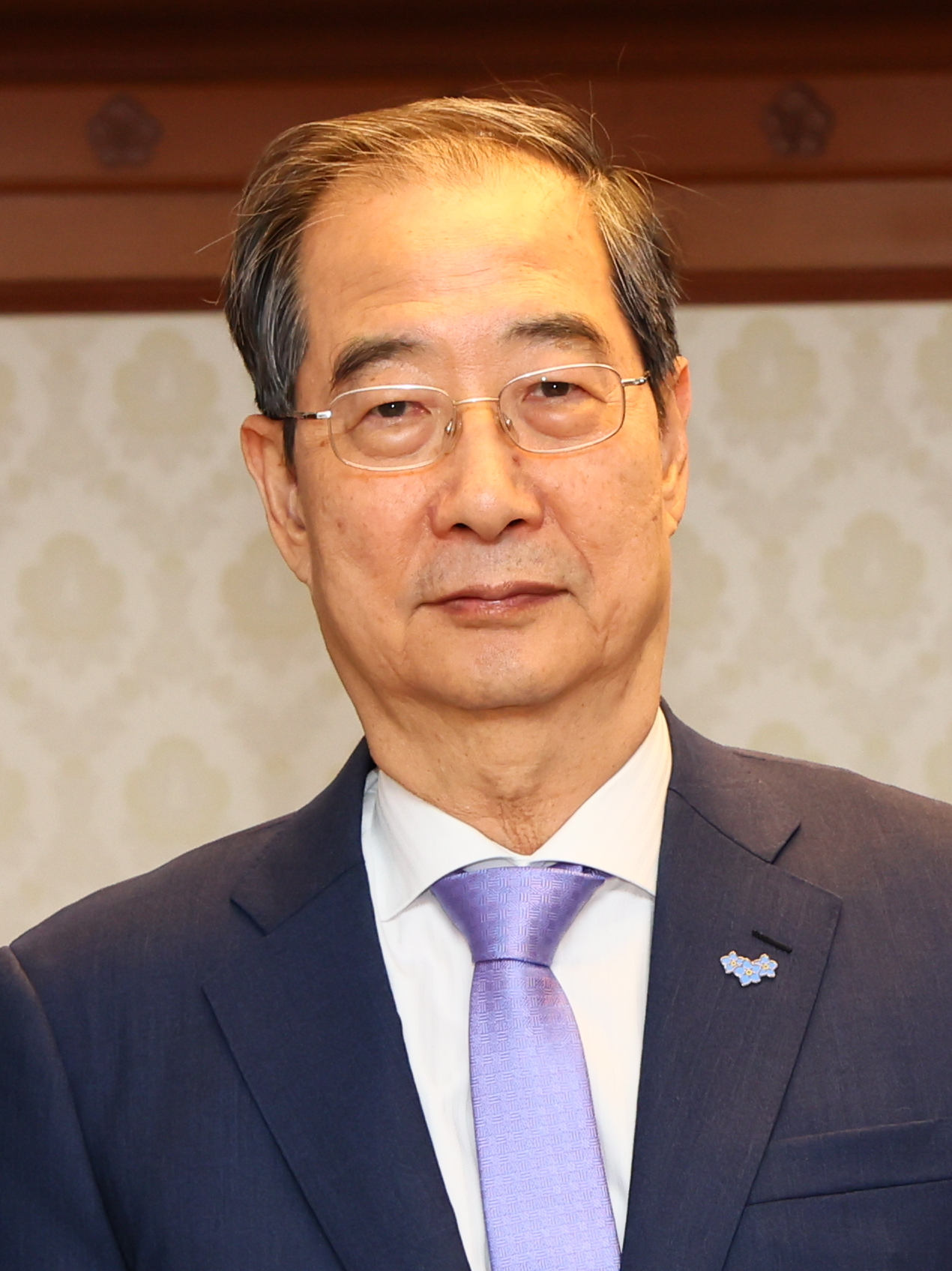
Han Duck-soo em 2024

Apenas uma presidente coreana, Park Geun-hye, foi destituída do cargo por impeachment, que foi aprovado pela Corte Constitucional em 2017. Já Roh Moo-hyun sofreu impeachment em 2004 por acusações de campanha eleitoral ilegal, incompetência e má gestão econômica. No entanto, a Corte Constitucional absolveu-o de duas infrações e considerou que a acusação restante não era suficientemente grave para justificar sua remoção, permitindo que ele permanecesse no cargo.

### Processo de impeachment
O processo de impeachment está estabelecido na décima 10ª Constituição da Coreia do Sul, promulgada em 1987. A cláusula 1 do artigo 65 especifica que a Assembleia Nacional pode destituir o presidente, o primeiro-ministro ou outros funcionários do Estado caso estes violem a Constituição ou outras leis no exercício de suas funções oficiais.
Para que um pedido de impeachment contra o presidente em exercício seja aprovado, é necessária a maioria de dois terços da Assembleia Nacional (200 – de 300 – membros devem votar a favor). Assim que aprovada pela Assembleia Nacional, a pessoa é imediatamente suspensa de suas funções enquanto aguarda uma decisão do Corte Constitucional da Coreia. Como Han era presidente interino, surgiram várias disputas na Assembleia Nacional sobre os votos necessários para destituí-lo. O Partido do Poder Popular (PPP) argumentou que seria necessário o apoio de dois terços da Assembleia para aprovar a moção, enquanto o Partido Democrático da Coreia, oposição, defendeu que apenas uma maioria simples seria suficiente, citando o status de Han como ministro de gabinete. Além disso, não existem leis específicas sobre como lidar com o impeachment de um presidente em exercício.

### Impeachment de Yoon e presidência interina de Han Duck-soo
Em 14 de dezembro de 2024, Yoon Suk-yeol foi afastado pela Assembleia Nacional após ser acusado de abuso de poder e insurreição. Essa ação ocorreu após a declaração de lei marcial em 3 de dezembro de 2024, que foi anulada rapidamente pela Assembleia Constitucional e retirada seis horas depois, no dia seguinte.
O primeiro-ministro Han Duck-soo assumiu o papel de presidente interino enquanto Yoon aguardava a decisão da Corte Constitucional sobre sua remoção do cargo. Um pedido de impeachment anterior havia sido submetido a votação parlamentar em 7 de dezembro de 2024, mas falhou porque o número de legisladores presentes não atingiu o quórum necessário para sua aprovação, já que os membros do Partido do Poder Popular (partido do presidente) boicotaram a votação. 
Como presidente interino, Han entrou em conflito direto com os partidos de oposição. Em 19 de dezembro, Han vetou seis projetos de lei aprovados pela Assembleia Nacional, patrocinados pelo Partido Democrático da Coreia. Entre os projetos vetados estavam propostas de emendas à Lei de Gestão de Grãos, que exigiriam que o governo comprasse o excedente de arroz para estabilizar os preços durante as flutuações do mercado. Han citou preocupações sobre seu efeito no mercado como motivo para vetar a lei. Outras medidas vetadas incluíam um projeto de lei que exigia que empresas enviassem dados solicitados pelos membros da Assembleia Nacional, dizendo que isso representava uma invasão dos direitos constitucionais à privacidade.

## Pedido de impeachment
| Escolha                  | Votos     |
| ------------------------ | --------- |
| A favor                  | 192 (64%) |
| Contra                   | 0         |
| Abstenção                | 0         |
| Inválidos                | 0         |
| Não votaram              | 108 (36%) |
| Impeachment bem-sucedido |           |

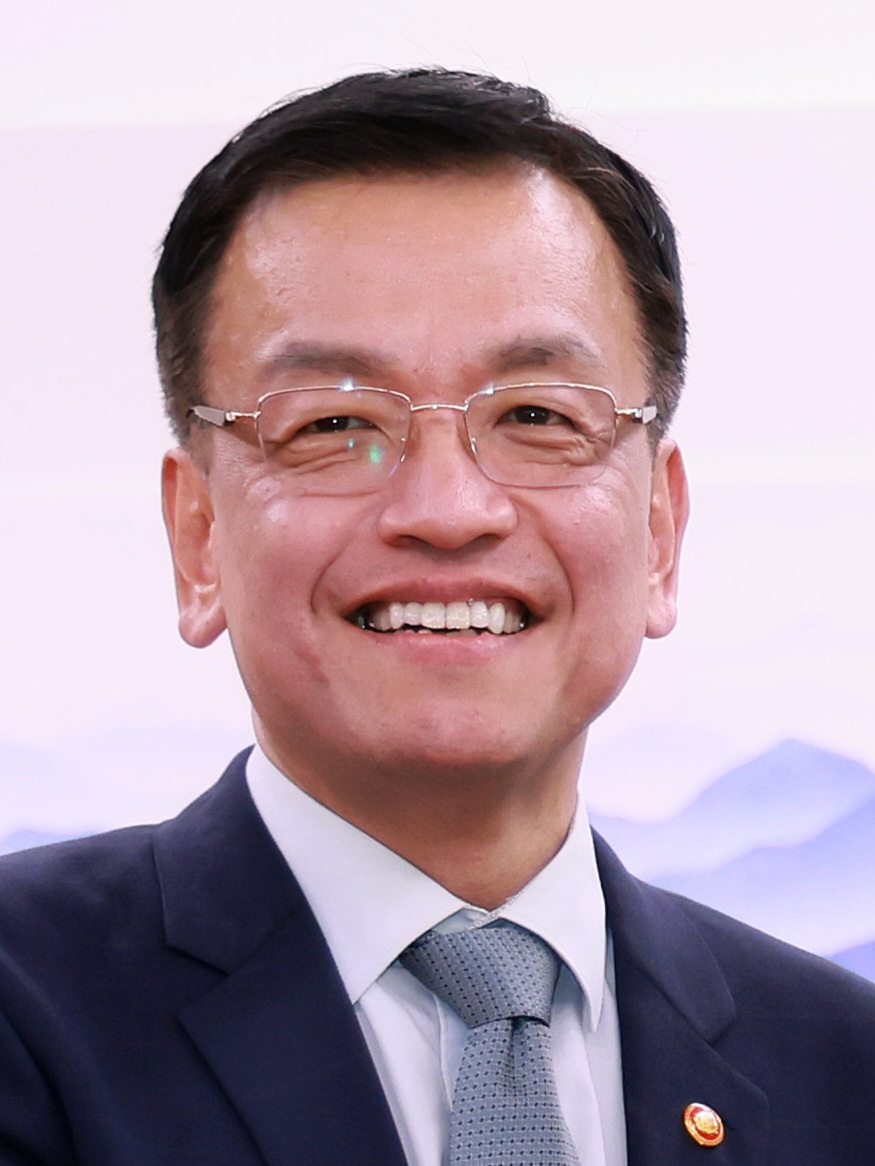
O vice-primeiro-ministro Choi Sang-mok tornou-se presidente interino e primeiro-ministro após o impeachment de Han.

Após uma reunião do gabinete de Han ter falhado em revisar dois projetos de lei que forneceriam aconselhamento especial para o presidente suspenso Yoon Suk-yeol e a primeira-dama Kim Keon-hee, o líder do Partido Democrático da Coreia, Park Chan-dae, anunciou em 24 de dezembro que tinha a intenção de pedir o impeachment de Han. Park descreveu as ações de Han como "uma tática para ganhar tempo e prolongar a insurreição". Em 26 de dezembro, a Assembleia Nacional aprovou um pedido para preencher três vagas na Corte Constitucional, com o PPP não participando da votação de confirmação. No entanto, as nomeações foram vetadas por Han, que afirmou precisar de consenso bipartidário para aprovar as nomeações. Em resposta, o Partido Democrático apresentou formalmente um pedido de impeachment contra Han no mesmo dia,  com a votação plenária agendada para 27 de dezembro.
Antes da votação, o presidente da Câmara Woo Won-shik decidiu que Han poderia sofrer impeachment por uma maioria simples de 151 votos devido ao seu status como ministro do gabinete, em oposição aos 200 normalmente exigidos para impeachments presidenciais. Os legisladores do PPP se opuseram à decisão de Woo, pedindo sua renúncia e declarando sua decisão inválida, enquanto gritavam "abuso de poder" durante a sessão. Todos os membros do PPP boicotaram a votação, e o impeachment foi aprovado pelos 192 parlamentares presentes em 27 de dezembro. O vice-primeiro-ministro Choi Sang-mok tornou-se presidente interino e primeiro-ministro.

## Consequências
Han disse que respeitava o resultado da votação na Assembleia Nacional e que aguardaria o veredito da Corte Constitucional, acrescentando que suspenderia as suas funções para "não aumentar o caos". O líder do Partido Democrático da Coreia, Lee Jae-myung, chamou o impeachment de Han de parte dos esforços do partido para desmantelar as “forças rebeldes” ligadas a Yoon Suk-yeol, enquanto o Partido do Poder Popular chamou o Partido Democrático da Coreia de “um infrator de impeachment em série”. Mais tarde, o PPP apresentou um pedido de julgamento sobre disputas de jurisdição e uma liminar no Corte Constitucional para anular o impeachment de Han.
Em 30 de dezembro, o Corte Constitucional divulgou uma declaração dizendo que a maioria de seus juízes acreditava que o processo de impeachment de Han era válido. Em 31 de dezembro, o presidente interino, ministro das finanças e vice-primeiro-ministro, Choi Sang-mok, nomeou Chung Kyesun e Cho Hanchang para a Corte Constitucional, mas negou a nomeação de Ma Eun-hyuk, citando a falta de apoio bipartidário para sua indicação. A medida atraiu críticas tanto do PPP, que argumentou que presidentes em exercício não poderiam nomear juízes, quanto do DPK, que apoiou a nomeação de todos os três indicados.

## Julgamento do Corte Constitucional
| Escolha                | Votos   |
| ---------------------- | ------- |
| Manter                 | 1 (13%) |
| Indeferir              | 5 (63%) |
| Rejeitar               | 2 (25%) |
| Impeachment indeferido |         |

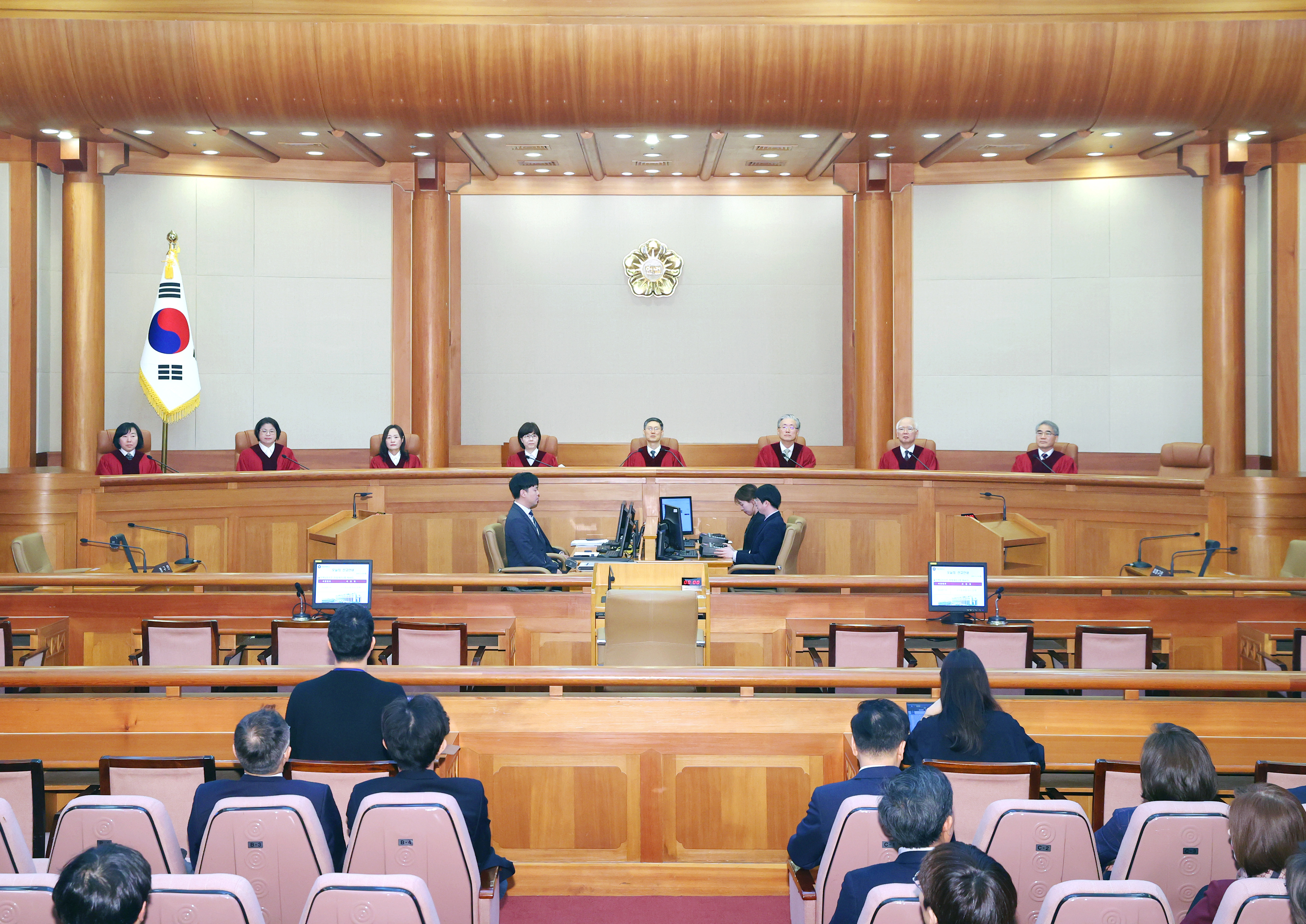
O Corte Constitucional proferiu sua decisão em 24 de março de 2025, rejeitando o impeachment do primeiro-ministro Han

O Corte Constitucional da Coreia tinha 180 dias a partir da aprovação da moção de impeachment para analisá-la. O tribunal era composto por apenas oito juízes. Ele realizou sua primeira audiência pré-julgamento sobre o impeachment de Han em 13 de janeiro de 2025. Em outra audiência preparatória, em 5 de fevereiro, o tribunal definiu que o julgamento formal do impeachment de Han começaria em 19 de fevereiro, com as equipes de acusação e defesa obrigadas a apresentar os documentos e provas necessários até 13 de fevereiro.
Os procedimentos foram abertos em 19 de fevereiro com a presença de Han. Han reiterou desconhecer os planos de Yoon de declarar a lei marcial e insistiu que havia tentado dissuadi-lo de fazê-lo. Ele também pediu desculpas ao público pela crise política em curso e pediu ao país que fizesse um “julgamento sábio” para permitir que a nação chegasse a uma “era de racionalidade”. Ele também se desculpou com o público pela crise política em curso e pediu ao país que fizesse um “julgamento sábio” para permitir que a nação chegasse a uma “era de racionalidade”. Enquanto isso, a equipe de acusação da Assembleia Nacional pediu o impeachment de Han, chamando a recusa de Han em preencher as vagas no Corte Constitucional de “ato imprudente que lançou a nação no caos”. Os advogados de Han afirmaram que a autoridade para nomear os juízes do Corte Constitucional é prerrogativa exclusiva do presidente ou do presidente interino, de acordo com a Constituição, e não constitui motivo para o impeachment, e questionaram como a Assembleia Nacional alcançou o quórum necessário para o impeachment de Han. Os promotores também disseram que a decisão de Han de vetar o projeto de lei do conselho especial sobre Kim Keon-hee foi tomada porque seria “politicamente prejudicial”. Em resposta, Han disse que sua aprovação teria “violado fundamentalmente os princípios da governança constitucional”. Os argumentos orais do julgamento foram concluídos no mesmo dia. Separadamente, o tribunal também realizou uma audiência sobre uma petição apresentada pelo PPP a respeito do quórum parlamentar que levou ao impeachment de Han.
Em 20 de março, o Corte Constitucional anunciou que emitiria seu veredicto sobre o impeachment de Han em 24 de março. Em 24 de março, o Corte Constitucional votou pela anulação do impeachment de Han, reintegrando-o como presidente interino. Cinco juízes votaram para rejeitar o impeachment, dois (Cho Hanchang e Cheong Hyungsik) votaram para rejeitá-lo e apenas um juiz, Chung Kyesun, votou para mantê-lo. Quatro dos cinco juízes que votaram pela rejeição do impeachment reconheceram que Han cometeu violações constitucionais e legais ao adiar a nomeação de juízes adicionais para o tribunal, mas disseram que isso não justificava sua destituição do cargo. Os seis juízes que votaram pela rejeição ou manutenção do impeachment disseram que não havia provas nas acusações da Assembleia Nacional de que Han tomou medidas proativas para ajudar a legitimar a declaração de lei marcial de Yoon, como a convocação de uma reunião do Gabinete antes da declaração. Todos os juízes, com exceção de dois, apoiaram a Assembleia Nacional na decisão de que o quorum para o impeachment de Han era o mínimo de 151 dos 300 legisladores necessários para um primeiro-ministro, e não os 200 necessários para o impeachment de um presidente.
Em 10 de abril, o Corte Constitucional votou por 6 a 2 para rejeitar a petição separada do PPP sobre o quórum parlamentar que levou ao impeachment de Han, afirmando que os requisitos para que Han fosse destituído como ministro do gabinete e não como presidente, de acordo com as diretrizes estabelecidas pelo Presidente da Câmara, Woo, não violavam a constituição.

## Reações
O vice-primeiro-ministro e ministro das finanças, Choi Sang-mok, que sucedeu Han como presidente interino após o impeachment, alertou antes da votação de 27 de dezembro que o impeachment de Han afetaria seriamente a posição econômica da Coreia do Sul e pediu aos partidos da oposição que reconsiderassem o pedido. Choi Sang-mok declarou: “O mais importante no momento é minimizar a confusão nos assuntos de Estado, o governo fará o possível para estabilizá-los”.
Depois que seu impeachment foi anulado, Han se apresentou em seu gabinete em 24 de março e agradeceu ao Corte Constitucional pela decisão e prometeu “fazer o melhor possível para garantir que a Coreia do Sul continue a se desenvolver nesta era de grande transformação geopolítica”. Ele também fez um apelo à unidade nacional, dizendo que “acredito que não há mais esquerda ou direita. O que mais importa é como o país avança”. O gabinete presidencial também saudou a absolvição de Han, dizendo que a decisão “reafirma que as impugnações excessivas pela Assembleia Nacional são ofensivas políticas imprudentes e maliciosas”. O líder do PPP, Kweon Seong-dong, conclamou a oposição a “pedir desculpas ao povo por paralisar os assuntos do Estado por 87 dias com uma proposta de impeachment precipitada”, que, segundo ele, teve motivação política.
O Partido Democrático da Coreia lamentou a absolvição de Han, com o líder do partido, Park Chan-dae, dizendo que “o tribunal deixou claro que é inconstitucional não nomear os três juízes do Corte Constitucional recomendados pela Assembleia Nacional”.

## Pesquisas de opinião
Uma pesquisa de opinião com uma amostragem de mil pessoas divulgada pelo The Korea Times e pela Hankook Research em 31 de dezembro de 2024 revelou que 61% dos entrevistados apoiavam o impeachment de Han (45% aprovavam fortemente), enquanto 36% se opunham. Por afiliação partidária, 95% dos partidários do Partido Democrático, 96% dos partidários do Partido Reconstruindo a Coreia 80% dos partidários do Partido Progressista eram favoráveis ao impeachment de Han. Os partidários do PPP representaram 87% dos que se opuseram ao impeachment de Han. Por idade, 60-70% dos entrevistados em todas as faixas etárias com menos de 60 anos apoiaram o impeachment, enquanto mais de 50% dos entrevistados com 60 anos ou mais se opuseram a ele. Uma pesquisa da Opinion Research Justice divulgada no mesmo dia revelou que 52,2% dos entrevistados apoiavam o impeachment de Han.